# Lý thuyết móng ngựa

Hình minh họa lý thuyết Móng ngựa. Những người ủng hộ Thuyết móng ngựa cho rằng cực tả (left, trái) và cực hữu (right) thực sự gần nhau hơn là các đại diện của trung tâm chính trị (center).

Lý thuyết hình móng ngựa là một lý thuyết trong khoa học chính trị khẳng định rằng cực tả và cực hữu không thực sự đối kháng và không nằm ở hai đầu đối lập của phổ chính trị tuyến tính, nhưng theo nhiều cách giống nhau, giống như hai đầu của móng ngựa. Tác giả của lý thuyết là nhà văn và nhà triết học người Pháp Jean-Pierre Faye.